# Addibischoffita
L'addibischoffita és un mineral de la classe dels òxids que pertany al grup de la safirina. Va ser descoberta per Chi Ma i Alexander N. Krot. Rep el seu nom del professor alemany Adolf (Addi) Bischoff (1955-), i va ser aprovat per l'Associació Mineralògica Internacional l'any 2015. El seu codi és IMA2015-006.

## Característiques
L'addibischoffita és un òxid de calci i alumini que cristal·litza en el sistema triclínic. És l'anàleg amb alumini de la beckettita, i tots dos pertanyen al supergrup de la safirina. Ha estat trobada únicament al meteorit Acfer 214, que va ser trobat a Tanezrouft, a la província de Tamanrasset (Algèria).